# Gammalsby sjömarker
Gammalsby sjömarker är ett naturreservat i Mörbylånga kommun i Kalmar län.
Området är naturskyddat sedan 2007 och är 179 hektar stort. Reservatet består av den betade marken mellan landborgen och stranden.